# Спартак (Охтирка)
Футбольний клуб «Спартак» — колишній український футбольний клуб з міста Охтирки Сумської області. Заснований у 1970-х роках, розформований у 1994 році.

## Історія
Футбольну команду створено в 1970-х роках на базі підприємства ДВО «Промзв'язок». Команда виступала здебільшого у чемпіонаті області.
До появи у 1980 році «Нафтовика» цей клуб залишався єдиним спортивним колективом міста. Згодом «спартаківці» здавали свої позиції, а на початку 80-х років після продажу стадіону нафтогазовидобувному управлінню команда лишилась без стадіону. Після економічних проблем, щи виникли на підприємстві в 90-х роках, футбольна команда також переживала не найкращі часи, певний час навіть бувши фарм-клубом «Нафтовика», а згодом взагалі припинила існування.
Команда під такою назвою наразі виступає в чемпіонаті Охтирщини, але не є правонаступником «Спартака».

## Досягнення
- Чемпіон Сумської області — 1983, 1993.
- Володар Кубка Сумської області — 1992, 1993.

## Всі сезони в незалежній Україні
| Сезон   | Чемпіонат | Чемпіонат | Чемпіонат | Чемпіонат | Чемпіонат | Чемпіонат | Чемпіонат | Чемпіонат | Кубок       | Кубок | Кубок | Кубок | Кубок | Кубок | Кубок | Примітка |
| Сезон   | Ліга      | Місце     | І         | В         | Н         | П         | М         | О         | Етап        | І     | В     | Н     | П     | М     | О     | Примітка |
| ------- | --------- | --------- | --------- | --------- | --------- | --------- | --------- | --------- | ----------- | ----- | ----- | ----- | ----- | ----- | ----- | -------- |
| 1992/93 | —         | —         | —         | —         | —         | —         | —         | —         | 1/64 фіналу | 1     | 0     | 0     | 1     | 0−1   | 0     |          |
| 1993/94 | —         | —         | —         | —         | —         | —         | —         | —         | 1/64 фіналу | 1     | 0     | 0     | 1     | 0−2   | 0     |          |
| Всього  | —         | —         | —         | —         | —         | —         | —         | —         | >2 сезони   | 2     | 0     | 0     | 2     | 0−3   | 0     |          |